# 白賀斯
白賀斯（Heiner Backhaus，1982年2月2日—）生於德國北莱茵-威斯特法伦大學城市维滕，是一名職業足球運動員，司職中場。

## 生平
白賀斯於2001年8月12日在下半場62分鐘後補處子上場代表漢諾威96對抗。其後在國內不同的低級別球隊效力，曾於2003年出外加盟塞浦路斯球隊拉納卡（AEK Larnaca）。於2007年再次外闖，轉投馬爾他勁旅瓦莱塔（Valletta），協助球隊奪取超級聯賽冠軍後離隊，遠渡重洋到香港加盟老牌球隊傑志。
2008年9月7日首次披甲代表傑志出戰天水圍飛馬。9月21日對東方，白賀斯在閞賽僅7分鐘憑十二碼先開紀錄，再在16分鐘頭球破網，頭頂腳踢協助球隊以3-1取勝。10月26日對康宏晨曦於下半場61分鐘射入十二碼，傑志就以這球2-1獲勝。
2008年11月，白賀斯在短短效力兩個月期間，因傷患以及不適應香港生活，代表傑志上陣對南華後離隊。
2009年5月31日，轉會市場重開，白賀斯與塞浦路斯乙組球會尼科西亚奥林匹克簽下兩年合約。

## 榮譽
瓦莱塔
- 馬耳他足球超級聯賽冠軍：2007/08年；

## 外部連結
- MaltaFootball.com：白賀斯 （页面存档备份，存于）